# 만루 홈런
만루 홈런은 야구에서 주자 만루 상황에서 타자가 홈런을 칠때 나온다. 다른 말로는 그랜드 슬램(grand slam)이라고 한다. 그랜드 슬램이라는 용어는 카드 게임의 한 종류인 콘트랙트 브리지에서 가능한 모든 트릭을 획득한 경우를 가리키는 말로부터 유래된 것이다.

## 점수
점수는 3루주자 1점, 2루주자 1점, 1루주자 1점, 타자 1점 해서 총 4점이다. 타자에게 4타점 1득점, 나머지 주자들에게 1득점씩 각각 부여한다.

## 국가대표 경기에서의 만루홈런 신기록

### 개인
※ 아래 소속팀은 기록 달성 당시 해당 선수의 소속팀.
- 이종도 (MBC) : 1982년 (대한민국 프로 첫 만루홈런. 한국프로야구 사상 첫 개막전 끝내기 홈런, 對삼성) 상대투수:이선희
- 김유동 (OB) : 1982년 (한국시리즈 사상 첫 만루홈런, 對삼성 6차전 결승 홈런) 상대투수:이선희
- 송원국 (두산) : 2001년 (데뷔 첫 타석 만루홈런, 대타 끝내기 만루홈런 1호)
- 김동주 (두산) : 2001년 (한국시리즈 사상 2번째 만루홈런, 對삼성)
- 펠릭스 호세 (롯데) : 1999년 (2경기 연속 만루홈런)
- 박재홍 (현대) : 1999년 (한 시즌 최다 만루홈런, 4개)
- 정경배 (삼성) : 1997년 (연타석 만루홈런, 對LG)
- 양준혁 (삼성) : 2008년 (역대 최고령 만루홈런, 對SK) 상대투수:가득염
- 김상현 (KIA) : 2009년 (한시즌 최다 만루홈런 4개 타이기록 - 박재홍과 타이)
- 카림 가르시아 (한화) : 2011년 (두 번째 2경기 연속 만루홈런)
- 최형우 (삼성) : 2012년 (한국시리즈 사상 3번째 만루홈런, 對SK)
- 이범호 (KIA) : 2017년 (한국시리즈 사상 4번째 만루홈런, 對두산)

### 팀
- 한화 이글스 : 한국 프로 야구 사상 최초 3경기 연속 팀 만루홈런 2011년 6월 14일 ~ 6월 16일(6월 14일 이대수, 6월 15일 ~ 6월 16일 가르시아)
- SK 와이번스 : 한 시즌 팀 최다 만루홈런 (10개 2018년 / 종전 9개, 2001년 두산 베어스)
- LG 트윈스 : 2년 연속 개막전 만루홈런 2012년, 2013년(2012년 4월 7일: 이병규)(對삼성), 2013년 3월 30일: 정성훈(對SK))
- 두산 베어스 : 개막전 최초 만루홈런 2개(오재원, 김현수)

### 기타
- 2013시즌 개막전 최다 만루홈런(3개) : 오재원, 김현수, 정성훈